# Hilário Jovino Ferreira
Hilário Jovino Ferreira, ou Lalau de Ouro, né à Bahia le 21 octobre 1855,, et mort à Rio de Janeiro le 1er mars 1933, est un compositeur, parolier et agitateur culturel brésilien., pionnier de la samba et premier artiste de carnaval,,,.
Présent dans plusieurs manifestations de culture populaire dans la ville de Rio de Janeiro, Hilário Jovino Ferreira est le créateur du premier ranch de carnaval, le Rei de Ouros, responsable de l'introduction de nouveautés telles que l'intrigue, l'utilisation d'instruments à cordes et à vent et de personnages tels que le couple mestre-sala e porta-bandeira,.
Habitué de la maison de Tia Ciata, il est impliqué dans la controverse sur la paternité de la samba Pelo Telefone. La chanson n'est pas de Donga, mais une création collective dans la maison de la célèbre mère des saints et boulangère. Hilário était l'un des auteurs de la chanson.

## Biographie
Fils d'esclaves affranchis, Hilário Jovino Ferreira naît à Bahia en 1855. Bien que son lieu de naissance soit contesté par certains, le fait incontestable est qu'il grandit à Bahia, où il apprend la musique et la culture afro-descendante et il devient apprenti sur un chantier naval, avant d'être transféré à Rio de Janeiro le 17 juin 1872, et là, il s'identifie comme étant originaire de Bahia et comme l'un des migrants responsables de l'introduction de la samba dans ce qui est alors la capitale du pays,. Il part ensuite vivre à Morro da Conceição, où il trouve un ranch appelé Dois de Ouros. Hilário Jovino Ferreira rejoint ce rancho, mais fonde bientôt le sien, le Rei de Ouros, qui est le premier à sortir lors du carnaval. Cela change le carnaval de Rio, donnant lieu à une « fièvre » de ranchs carnavalesques.
Hilário Jovino Ferreira est le fondateur d'autres ranchos, tels que Rosa Branca, Botão de Rosa, As Jardineiras, Filhas da Jardineira, Ameno Resedá, Reino das Magnólias, Riso Leal, ainsi que de blocos, tels que Paredes têm ouvidos et Macaco é outro. Hilário est cependant un adepte de l'espièglerie et passe même une journée en prison pour avoir menacé - le propriétaire qui lui réclamait des arriérés de loyer - et infligé des lésions corporelles - pour les coups de capoeira portés sur le policier qui le poursuivait,.
Habitué de la maison de Tia Ciata, il est impliqué dans la controverse sur la paternité de la samba Pelo Telefone. La chanson n'est pas de Donga, mais une création collective dans la maison de la célèbre mère des saints et boulangère. Hilário est l'un des auteurs de la chanson.
Il est le père de Saturnino, un célèbre malandro qui travaille à Praça Onze. Il est l'oncle de Heitor dos Prazeres.

### Témoignage sur la création desranchos
Dans une interview de 1930 (dans le domaine public), le lieutenant Hilário raconte l'émergence des ranchos dans le carnaval de Rio de Janeiro : « Le 6 janvier 1893, je me trouvais dans le bar "Paraíso", dans la rue Larga de São Joaquim (aujourd'hui Marechal Floriano Peixoto), entre les rues Imperatriz et Regente, en compagnie de plusieurs Bahianais qui s'y réunissaient habituellement, lorsque je me suis souvenu de la fête des Rois mages qui était célébrée à Bahia ce jour-là. Luiz de França, Avelino Pedro de Alcântara et João Câncio Vieira da Silva étaient présents, et j'ai proposé la fondation d'un rancho. Lorsque l'idée a été approuvée, je lui ai donné le nom de "Roi d'or" ! En même temps, j'ai acheté un demi-mètre de tissu vert et un demi-mètre de tissu jaune dans un magasin turc en face du bar et j'ai fait une bannière de style Bahia pour les répétitions. Personne ne se reposait plus. Les gens sortaient en disant que le soir, il y aurait 'un thé [...] dansant" chez moi" (...) "A l'heure dite, il y avait, entre autres, Cleto Ribeiro, Gracinda, qui vend encore des bonbons à la Gruta Baiana, à côté du fronton, et Noelia, deux bahianaises influentes. Tard dans la nuit, j'ai réuni les gens et je leur ai raconté la fin de cette plaisanterie et le rancho a été définitivement fondé, le premier rancho de Rio, bien que le 'Dois de Ouros' existait déjà, mais sans sa propre organisation". (...) "...Rei de Ouro - Vagalume, lorsqu'il s'est produit avec une organisation parfaite du rancho, a été un succès ! On n'avait jamais vu ça ici à Rio : des porte-drapeaux, des porte-drapeaux, des scouts, etc." (...) "J'ai l'habitude de planter ces choses et dès qu'elles prennent racine, je les remets entre les mains d'autres personnes et je continue à fonder quelque chose de nouveau (...) C'est ainsi que, la troisième année, j'ai fondé 'Rosa Branca' (...) L'année suivante, j'ai fondé 'Botão de Rosa' (...) ».

### Maladie et mort
En janvier 1933, Hilário cesse de participer aux bals de carnaval, y compris ceux de l'organisation qu'il préside, parce qu'il « se sent malade ». Le 28 janvier, le journal Diário Carioca publie à nouveau des informations sur sa maladie : « La triste note de la saison qui précède les jours de folie est la maladie qui, depuis quelques jours, retient au lit la vénérable figure du vieux carnavalesque Hilário Jovino Ferreira... ».
Enfin, le 2 mars, le Diário Carioca publie : « Hier, à la première heure, quinze minutes après les adieux de Momo, ce monarque sans prétention noble qu'il servait depuis sa jeunesse, le carnavalier bien-aimé et vétéran Hilário Jovino Ferreira, est décédé" : Baiano, fils de cette région du Brésil où notre fête populaire a commencé avec les "cordões", les "ternos", les "ranchos", a apporté à Rio le style de carnaval caractéristique de sa patrie", ajoutant : "son enterrement a eu lieu à 17 heures, accompagné d'un grand nombre d'amis et de carnavaliers ». Il est inhumé au cimetière São Francisco Xavier.